# Индијалантик (Флорида)
Индијалантик (енгл. Indialantic) град је у америчкој савезној држави Флорида. По попису становништва из 2010. у њему је живело 2.720 становника.

## Демографија
Према попису становништва из 2010. у граду је живело 2.720 становника, што је 224 (7,6%) становника мање него 2000. године.
| Група             | 2000.         | 2010.         |
| Белци             | 2.817 (95,7%) | 2.475 (91,0%) |
| Афроамериканци    | 8 (0,3%)      | 13 (0,5%)     |
| Азијати           | 21 (0,7%)     | 46 (1,7%)     |
| Хиспаноамериканци | 69 (2,3%)     | 143 (5,3%)    |
| Укупно            | 2.944         | 2.720         |